# Braterstwo (album)
Braterstwo – trzeci minialbum polskiego zespołu hip-hopowego Hemp Gru. Wydawnictwo stanowi ostatnią część trylogii  „Jedność, Lojalność, Braterstwo”. Został wydany 15 grudnia 2012 roku. Prapremiera odbyła się trzy dni wcześniej. Nagrania wyprodukowali SWD, Wrotas, Waco, Donatan, Fuso i Szczur. Płyta była promowana utworem pt. „Braterstwo” do którego zrealizowano wideoklip. Za produkcję utworu odpowiedzialni byli Szwed SWD i Waco.
Nagrania dotarły do 8. miejsca zestawienia OLiS i osiągnęły certyfikat złotej płyty.

## Lista utworów
Źródło.
1. „Braterstwo” (gościnnie: Załoga) – 05:00
2. „Wiem, że jest warto” (gościnnie: Żary) – 04:25
3. „Uliczna liryka” (gościnnie: Hudy HZD) – 05:00
4. „Warszawa da się lubić” (gościnnie: Kaczy) – 05:05
5. „Mary mary” (gościnnie: Żary, Ras Luta, Siostra Mariola) – 04:55
6. „Srankster” – 03:55
7. „Rok smoka” – 04:05
8. „Na luzingu” – 03:04
9. „Moja dzielnica” (gościnnie: Cormega) – 04:22
10. „Outro” – 02:57
11. „Jedność (Remix Szczur)” – 03:57
12. „Warszawa da się lubić (Remix SWD)” – 14:22
13. „Moja dzielnica” (Bonus track) (gościnnie: BRZ, Żary) – 4:48
14. „Uliczna liryka” (Bonus track) (Remix Fuso) – 4:27